# Edicto de Pau
El Edicto de Pau (en francés: Édit de Pau), conocido en Navarra como Edicto de Unión o Edicto de Unión entre Francia y Navarra fue un edicto real de unión promulgado el 20 de octubre de 1620 (aunque se cree redactado con anterioridad), por el rey de Francia y de Navarra, Luis XIII, convirtiendo las tierras del reino de Navarra (Baja Navarra), el Bearne, Donezan y los derechos como copríncipe de Andorra en dominios de la Corona de Francia, suponiendo el fin de la parte francesa del reino de Navarra y suprimiendo legalmente el título de «Rey de Francia y de Navarra», así como el de «Copríncipe de Andorra» por únicamente el de «Rey de Francia», si bien estos títulos siguieron utilizándose de manera ceremonial.

## Contexto
Tras su acceso al trono de Francia en 1589, Enrique III de Navarra y IV de Francia poseía un enorme dominio. La mayoría de los señoríos que lo componían eran las fortalezas feudales del reino de Francia: tal es el caso de los ducados de Albret, Borbón-Vendôme, los condados de Foix, Armagnac, Cominges, Bigorre y Marle o los vizcondados de Limoges, Marsan, de Nebouzan, Lautrec y Gévaudan. Esta área también incluye al Reino de Navarra (reducido a la Baja Navarra), así como importantes tierras alodiales que, pese a las afirmaciones de los antiguos reyes de Francia, se habían mantenido con un alto grado de soberanía. Es el caso del Bearne, el Donezan y Andorra.
Por patentes reales otorgadas a Nancy el 13 de abril de 1590, Enrique IV decide no reunir sus posesiones en la Corona francesa. El Parlamento de Burdeos las registra el 7 de mayo de 1590. Pero el parlamento de París, reunido en Tours, se opone a su registro. Por un decreto en julio de 1607, el rey cedió y instó a sus posesiones feudales a incorporarse como dominios reales de la Corona, con la excepción de sus posesiones soberanas de Navarra, Bearne y Donezan. No sería hasta la promulgación del edicto de Pau que otorgó su hijo mayor y sucesor, Luis XIII, que los incorporó a la Corona.

## Redacción
El edicto fue preparado por el Guardián de los Sellos, Guillaume du Vair. El edicto es mayormente sacado, a excepción de ciertos matices, de un borrador que fue preparado en 1617 por Claude Mangot, quien consultó a Theodore Godefray para realizarlo, este borrador fue sellado pero no se llegó a aplicar.

## Contenido
El edicto une e incorpora como dominios de la corona de Francia la Baja Navarra, el Bearne y el Donezan, así como los derechos nobiliarios como copríncipe de Andorra. Pasan por tanto a ser derechos nobiliarios del título de rey de Francia.
El edicto convirtió el Consejo Soberano de Bearne, con sede en Pau, en parlamento. Se extendió su competencia a la Baja Navarra, uniendo la cancillería de Navarra, con sede en Saint-Palais y, en segundo lugar, Soule cambia su competencia al parlamento de Burdeos. El edicto prevé además que, a partir de su entrada en vigor, todas las actas del parlamento serán remitidas en francés, impidiendo el uso del euskera en cualquier documento oficial.

## Entrada en vigor
El edicto es promulgado en Pau el 19 de octubre de 1620.
El Consejo Soberano de Bearne lo registra al día siguiente, el 20 de octubre, en un Lit de justice al que se llamó entonces como edicto de liberación.
El 30 de octubre, el edicto es presentado para su registro en la cancillería de Navarra. El syndic (administrador) de los Estados Generales de Navarra se opuso a su registro. Los jueces tampoco llegan a un acuerdo: si aprueban la unión de Baja Navarra a la corona, supondría la unión de la Cancillería en el Consejo Soberano. Ellos hacen una parada para reflexionar. En noviembre, los estados de Navarra, reunidos en la iglesia de Saint-Paul de Saint-Palais, destacan las protestas y envían una delegación para pedir a los diputados del rey que soliciten la revocación del decreto. El 30 de abril de 1621, por una primera decisión del Consejo, el rey suspende la unión de la cancillería de Navarra con el nuevo parlamento de Bearne. Entonces, el 30 de junio de 1622, mediante una segunda resolución del Consejo, que permite al syndic de la cancillería llevar a cabo sus funciones, de las cuales estaba suspendido. Pero, por un edicto de junio de 1624, el rey confirma la unión de la cancillería con el nuevo parlamento, al que renombran como "parlamento de Navarra", aunque con sede en Pau. Sin embargo, en julio de 1639, el rey crea, para la Baja Navarra, un Senescalado de Navarra que releva, en apelación, al Parlamento de Pau. El syndic será suspendido y sustituido por el Senescal de Navarra ese mismo año.